# Ancylocranium ionidesi
Ancylocranium ionidesi är en ödleart som beskrevs av  Arthur Loveridge 1955. Ancylocranium ionidesi ingår i släktet Ancylocranium och familjen Amphisbaenidae.

## Underarter
Arten delas in i följande underarter:
- A. i. ionidesi
- A. i. haasi